# (9945) Karinaxavier
(9945) Karinaxavier est un astéroïde de la ceinture principale.

## Description
(9945) Karinaxavier est un astéroïde de la ceinture principale. Il fut découvert le 21 mai 1990 à l'observatoire Palomar par Eleanor Francis Helin. Il présente une orbite caractérisée par un demi-grand axe de 2,21 UA, une excentricité de 0,15 et une inclinaison de 5,4° par rapport à l'écliptique.

## Compléments